# It’s Called a Heart
«It’s Called a Heart» (в переводе с англ. — «Это сердцем зовётся») — песня британской группы Depeche Mode, неальбомный сингл. Четырнадцатый сингл в дискографии группы. Вышел 16 сентября 1985 года. Первый сингл Depeche Mode, один из вариантов издания которого содержал два носителя (в данном случае грампластинки) в одной упаковке. Одна из двух новых песен, включённых в сборник The Singles 81→85, вместе с «Shake the Disease». Сингл занял 18-е место в британских чартах.

## О песне
По словам Мартина Гора и Алана Уайлдера, «It’s Called a Heart» — самая «нелюбимая» песня Depeche Mode, среди всех когда-либо выпущенных группой, и не очень хорошо воспринятая её поклонниками. В документальном фильме, помещённом в переизданную версию альбома Black Celebration, рассказывается о том, что группа хотела выпустить песню «Fly on the Windscreen» в качестве сингла, но руководству Mute Records эта идея не понравилась, потому что песня начинается со слова «смерть» (англ. death). Поэтому перезаписанная версия песни («Fly on the Windscreen — Final») была включена в альбом Black Celebration, который вышел в следующем году.
Видеоклип на песню «It’s Called a Heart» снял режиссёр Питер Кэр, место съёмок — кукурузные поля графства Беркшир (Англия).

## Списки композиций
Слова и музыка всех песен — написаны Мартином Гором.
| №  | Название              | Длительность |
| -- | --------------------- | ------------ |
| 1. | «It’s Called a Heart» | 3:46         |

| №  | Название                | Длительность |
| -- | ----------------------- | ------------ |
| 1. | «Fly on the Windscreen» | 5:05         |

| №  | Название                           | Длительность |
| -- | ---------------------------------- | ------------ |
| 1. | «It’s Called a Heart» (Extended)   | 7:19         |
| 2. | «Fly on the Windscreen» (Extended) | 7:47         |

| №  | Название                            | Длительность |
| -- | ----------------------------------- | ------------ |
| 1. | «It’s Called a Heart» (Extended)    | 7:19         |
| 2. | «Fly on the Windscreen» (Extended)  | 7:47         |
| 3. | «It’s Called a Heart» (Slow Mix)    | 4:49         |
| 4. | «Fly on the Windscreen» (Death Mix) | 5:06         |

| №  | Название                            | Длительность |
| -- | ----------------------------------- | ------------ |
| 1. | «It’s Called a Heart»               | 3:48         |
| 2. | «Fly on the Windscreen»             | 5:03         |
| 3. | «It’s Called a Heart» (Extended)    | 7:19         |
| 4. | «Fly on the Windscreen» (Extended)  | 7:47         |
| 5. | «Fly on the Windscreen» (Death Mix) | 5:06         |

| №  | Название                              | Длительность |
| -- | ------------------------------------- | ------------ |
| 1. | «It’s Called a Heart» (Emotion Remix) | 6:48         |
| 2. | «It’s Called a Heart» (Emotion Dub)   | 5:33         |
| 3. | «Flexible» (Deportation Mix)          | 4:38         |
| 4. | «It’s Called a Heart»                 | 3:48         |

## Позиции в хит-парадах
| Чарт (1985)                     | Позиция |
| ------------------------------- | ------- |
| Бельгия/Фландрия (Ultratop 50)  | 31      |
| Великобритания (OCC UK Singles) | 18      |
| Нидерланды (Single Top 100)     | 47      |
| Франция (SNEP)                  | 29      |
| ФРГ (Media Control AG)          | 8       |
| Швейцария (Schweizer Hitparade) | 7       |
| Швеция (Sverigetopplistan)      | 7       |